# 柳树泉站
柳树泉站位于新疆维吾尔自治区哈密市，建成于1960年5月22日，是兰新铁路的一个车站。距离兰州站1398公里，距上行车站二堡站14公里，距下行车站雅子泉站28公里，隶属乌鲁木齐铁路局。是三道岭铁路的出岔站。

## 业务范围
- 客运：办理旅客乘降；行李、包裹托运;
- 货运：办理整车货物发到